# Montpelier (Vermont)
Montpelier [mɒntˈpiljər] ist die Hauptstadt des US-Bundesstaates Vermont und Verwaltungssitz (Shire Town) des Washington Countys. Das U.S. Census Bureau hat bei der Volkszählung 2020 eine Einwohnerzahl von 8074 ermittelt.
Die Stadt liegt in den Green Mountains und ist die kleinste Bundesstaatshauptstadt der Vereinigten Staaten.

## Geografie
Nach den Angaben des United States Census Bureaus hat die Stadt eine Fläche von 26,6 km2, wovon 26,5 km2 auf Land entfallen und der Rest auf Gewässer.

### Geografische Lage
Montpelier liegt am nördlichen Ufer des nach Westen fließenden Winooski River, der von mehreren kleineren Zuflüssen gespeist wird, welche die verschiedenen Wohnviertel Montpeliers durchziehen. Die Stadt liegt etwa 158 m über dem Meeresspiegel und wird von Hügeln umgeben. Towne Hill ist ein etwa drei Kilometer langer Rücken am nördlichen Stadtrand und erreicht eine Höhe von etwa 275 m über dem Meeresspiegel. Die Stadt Montpelier wird regelmäßig von Überflutungen bedroht; schwere Fluten ereigneten sich 1927, 1992, 2011 und 2023.

### Nachbargemeinden
Alle Entfernungen sind als Luftlinien zwischen den offiziellen Koordinaten der Orte aus der Volkszählung 2010 angegeben.
- Nordosten: East Montpelier, 7,3 km
- Südosten: Barre, 11,1 km
- Süden: Berlin, 4,7 km
- Nordwesten: Middlesex, 7,0 km

Hinweis: Barre und Montpelier teilen keine gemeinsame Grenze, liegen aber derart dicht aneinander, dass eine Aufnahme in dieser Liste sinnvoll ist.

### Klima
|                       | Jan   | Feb   | Mär  | Apr  | Mai  | Jun  | Jul  | Aug  | Sep  | Okt  | Nov  | Dez   |   |      |
| Mittl. Tagesmax. (°C) | −3,1  | −1,9  | 3,2  | 11,2 | 19,2 | 24,5 | 26,8 | 25,6 | 21,2 | 15,2 | 6,9  | −1,2  | ⌀ | 12,4 |
| Mittl. Tagesmin. (°C) | −15,6 | −15,1 | −8,7 | −1,1 | 4,7  | 10,2 | 12,7 | 11,4 | 7,4  | 1,5  | −3,1 | −11,7 | ⌀ | −0,6 |
|                       |       |       |      |      |      |      |      |      |      |      |      |       |   |      |
| Niederschlag (mm)     | 55    | 54    | 58   | 71   | 87   | 84   | 97   | 85   | 82   | 75   | 82   | 65    | Σ | 895  |
|                       |       |       |      |      |      |      |      |      |      |      |      |       |   |      |
| Regentage (d)         | 14    | 13    | 12   | 13   | 13   | 13   | 13   | 11   | 11   | 12   | 14   | 14    | Σ | 153  |

| −15,6 |

| −15,1 |

| −8,7 |

| −1,1 |

| 4,7 |

| 10,2 |

| 12,7 |

| 11,4 |

| 7,4 |

| 1,5 |

| −3,1 |

| −11,7 |

| −15,6 |

| −15,1 |

| −8,7 |

| −1,1 |

| 4,7 |

| 10,2 |

| 12,7 |

| 11,4 |

| 7,4 |

| 1,5 |

| −3,1 |

| −11,7 |

Die mittlere Durchschnittstemperatur in Montpelier liegt zwischen -9,3 °C im Januar und 19,7 °C im Juli. Die mittlere Jahrestemperatur beträgt 5,8 °C (gesamt Vermont: 6 °C), der durchschnittliche Jahresniederschlag 884 mm, davon etwa ein Viertel als Schnee, was einem jährlichen Schneefall von etwa 2,30 m Schneehöhe entspricht.

## Geschichte
Der Grant für Montpelier wurde durch die Vermont Republic am 21. Oktober 1780 ausgerufen. Thimothy Biglow und weitere waren die Nehmer des Grants und dies wurde am 14. August 1781 festgesetzt. Er umfasste die üblichen 23.040 Acre. Eine erste Besiedlung startete 1787 durch den Trapper Joel Frizzle, der sich auf dem Gebiet niederließ und eine kleine Blockhütte baute. Im Mai 1787 wurde die Besiedlung durch Colonel Jacob Davis und General Parley Davis, die mit Vorräten und Hilfskräften aus Charlton, Massachusetts auf das Gebiet kamen und eine erste Ansiedlung errichteten. Jacob Davis baute auch die erste Sägemühle und die erste Schrotmühle der Town. Die konstituierende Versammlung fand am 29. März 1791 statt.
Der Name Montpelier leitet sich von dem Namen der französischen Stadt Montpellier ab. Es war Colonel Jacob Davis, der den Namen auswählte. Zur damaligen Zeit war es in Mode, den Orten französische Namen zu geben, da Frankreich die USA im Bestreben zur Unabhängigkeit unterstützt hatte. Die Stadt ist aufgrund der unterschiedlichen Schreibweise nicht mit dem französischen Montpellier im Languedoc zu verwechseln.

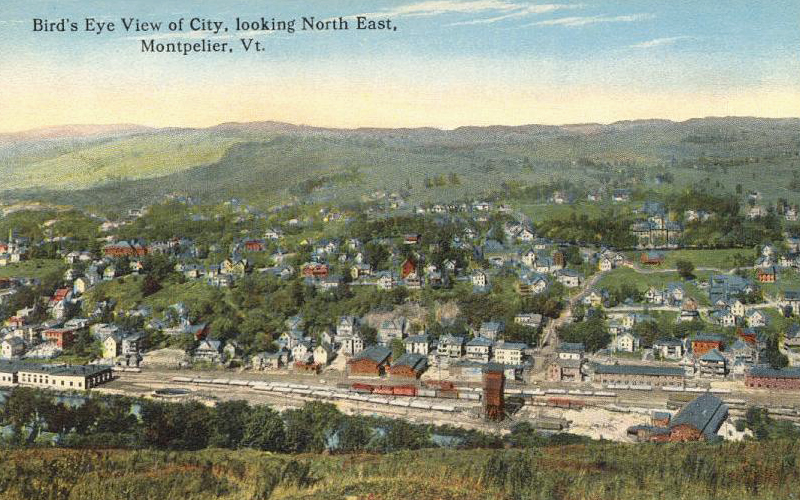
Montpelier um 1912

Der Sitz der Hauptstadt in Vermont wechselte nach dem Rotationsprinzip. Erst mit dem Neubau des Vermont State Capitol in Montpelier 1805 befanden die Abgeordneten, dass es nun Zeit sei, aufgrund der zentralen Lage der Stadt und des preiswerten Baugrundes mit dem Wandern des Regierungssitzes aufzuhören. Auch eine Feuersbrunst, die den beeindruckenden Nachfolgebau von 1838 bis auf die Granitmauern und den Portikus zerstörte, konnte die Vermonter nicht davon abhalten, auf deren Basis das heute bestehende Kapitolsgebäude zu errichten. Dieses gilt mit seiner Blattgoldkuppel vor dem Hintergrund des wechselnden Blätterdaches eines nah gelegenen Parks bei vielen Touristen als das hübscheste Regierungsgebäude der USA. 1895 wurde Montpelier zur City erhoben.

### Einwohnerentwicklung
| Volkszählungsergebnisse – City of Montpelier, Vermont | Volkszählungsergebnisse – City of Montpelier, Vermont | Volkszählungsergebnisse – City of Montpelier, Vermont | Volkszählungsergebnisse – City of Montpelier, Vermont | Volkszählungsergebnisse – City of Montpelier, Vermont | Volkszählungsergebnisse – City of Montpelier, Vermont | Volkszählungsergebnisse – City of Montpelier, Vermont | Volkszählungsergebnisse – City of Montpelier, Vermont | Volkszählungsergebnisse – City of Montpelier, Vermont | Volkszählungsergebnisse – City of Montpelier, Vermont | Volkszählungsergebnisse – City of Montpelier, Vermont |
| Jahr                                                  | 1700                                                  | 1710                                                  | 1720                                                  | 1730                                                  | 1740                                                  | 1750                                                  | 1760                                                  | 1770                                                  | 1780                                                  | 1790                                                  |
| ----------------------------------------------------- | ----------------------------------------------------- | ----------------------------------------------------- | ----------------------------------------------------- | ----------------------------------------------------- | ----------------------------------------------------- | ----------------------------------------------------- | ----------------------------------------------------- | ----------------------------------------------------- | ----------------------------------------------------- | ----------------------------------------------------- |
| Einwohner                                             |                                                       |                                                       |                                                       |                                                       |                                                       |                                                       |                                                       |                                                       |                                                       | 118                                                   |
| Jahr                                                  | 1800                                                  | 1810                                                  | 1820                                                  | 1830                                                  | 1840                                                  | 1850                                                  | 1860                                                  | 1870                                                  | 1880                                                  | 1890                                                  |
| Einwohner                                             | 889                                                   | 1877                                                  | 2308                                                  | 2985                                                  | 3725                                                  | 2310                                                  | 2411                                                  | 3023                                                  | 3219                                                  | 4160                                                  |
| Jahr                                                  | 1900                                                  | 1910                                                  | 1920                                                  | 1930                                                  | 1940                                                  | 1950                                                  | 1960                                                  | 1970                                                  | 1980                                                  | 1990                                                  |
| Einwohner                                             | 6266                                                  | 7856                                                  | 7125                                                  | 7837                                                  | 8006                                                  | 8599                                                  | 8782                                                  | 8609                                                  | 8241                                                  | 8247                                                  |
| Jahr                                                  | 2000                                                  | 2010                                                  | 2020                                                  | 2030                                                  | 2040                                                  | 2050                                                  | 2060                                                  | 2070                                                  | 2080                                                  | 2090                                                  |
| Einwohner                                             | 8035                                                  | 7855                                                  | 8074                                                  |                                                       |                                                       |                                                       |                                                       |                                                       |                                                       |                                                       |

## Kultur und Sehenswürdigkeiten

### Bauwerke

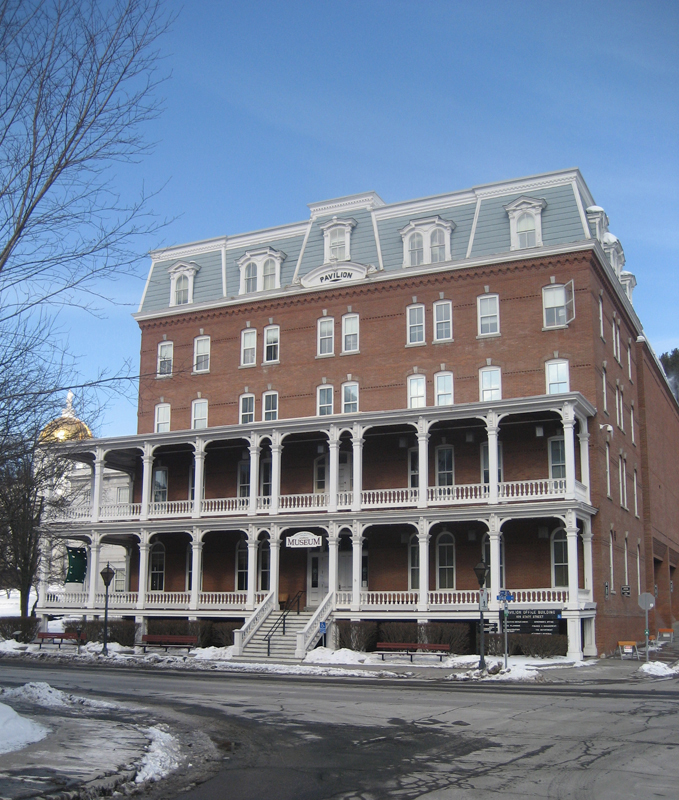
The Pavilion im Steamboat-Gothic-Style

Zu den bekanntesten Gebäuden in Montpelier gehört das Vermont State Capitol. Es befindet sich an der 115 State Street.
Das Pavilion Hotel im Steamboat-Gothic-Style war bis zum Abriss 1966 Wohnsitz diverser Abgeordneter während der Legislaturperiode, heute ist es als Nachbau an alter Stelle wieder aufgebaut. Es beherbergt das Vermont Historical Society Museum.

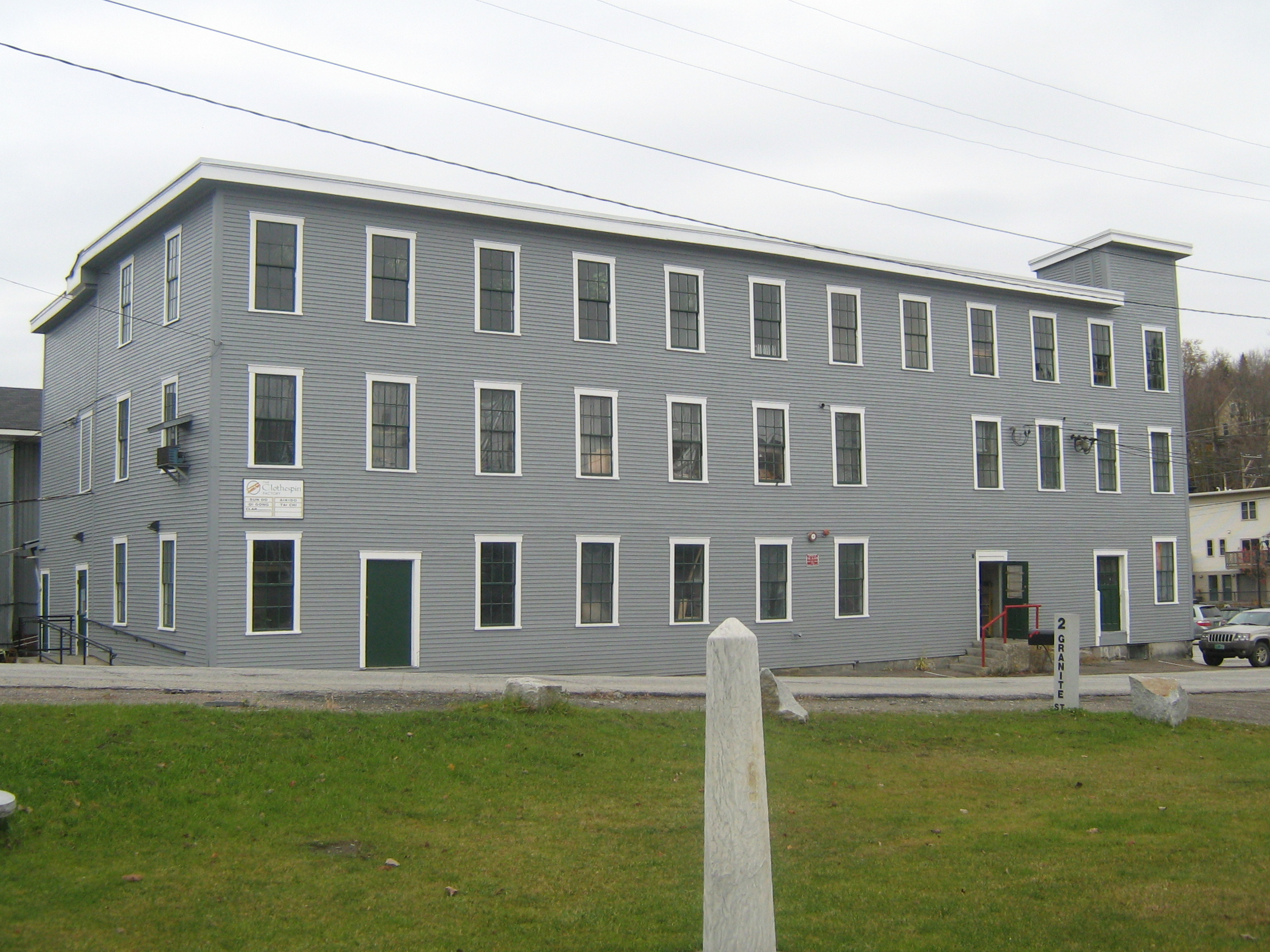
Die National Clothespin Factory ist einer von sechs Einträgen Montpeliers im NRHP.

Der National Park Service weist für Montpelier mit dem Vermont State Capitol eine National Historic Landmarks aus (Stand Dezember 2016). Sechs Bauwerke und Stätten im Ort sind im National Register of Historic Places (NRHP) eingetragen (Stand 13. November 2018).

## Wirtschaft und Infrastruktur

### Wirtschaft
- Metall- und holzverarbeitende Industrie
- Mühlen
- Fabrikation von Ahornsirup
- Hauptsitz diverser Versicherungen, u. a. der National Life Insurance Company seit 1848

### Verkehr
Durch den Südwesten Montpeliers verläuft die Interstate 89, auch Veterans Highway genannt. Von East Montpelier kommend und in westöstlicher Richtung durch Montpelier verläuft der U.S. Highway 2. Er folgt dem Verlauf des Winooski Rivers und trifft im Südwesten die Interstate, zu der er danach parallel in Richtung Westen verläuft. Die Vermont State Route 12 durchteilt Montpelier in nordsüdlicher Richtung und die Vermont State Route 302 verbindet Montpelier mit Barre im Süden.
Über den Bahnhof Montpelier Junction in Berlin wird Montpelier vom Vermonter der Eisenbahngesellschaft Amtrak angefahren.
Montpelier hat keinen eigenen Flugplatz; Flugreisende können entweder mit Privatflugzeugen über den Edward F. Knapp State Airport in Berlin oder über den 56 km nordwestlich gelegenen Burlington International Airport in Chittenden County anreisen.

### Öffentliche Einrichtungen
Es gibt in Montpelier kein Krankenhaus. Das nächstgelegene ist das Central Vermont Medical Center in Berlin.

### Bildung
In Montpelier befinden sich die Montpelier Public Schools. Zu ihnen gehören die Union Elementary School, Main Street Middle School und die Montpelier High School.
Das Community College of Vermont hat einen Campus in Montpelier.
Das private Union Institute & University, eine Forschungseinrichtung spezialisiert auf Fernunterrichtsprogramme, ist in Montpelier ansässig.
Das Vermont College of Fine Arts wurde 1831 in Montpelier gegründet. Es ist ein Hochschulinstitut und ein nationales Zentrum für die Ausbildung mit einem praxisorientierten Lernmodell.

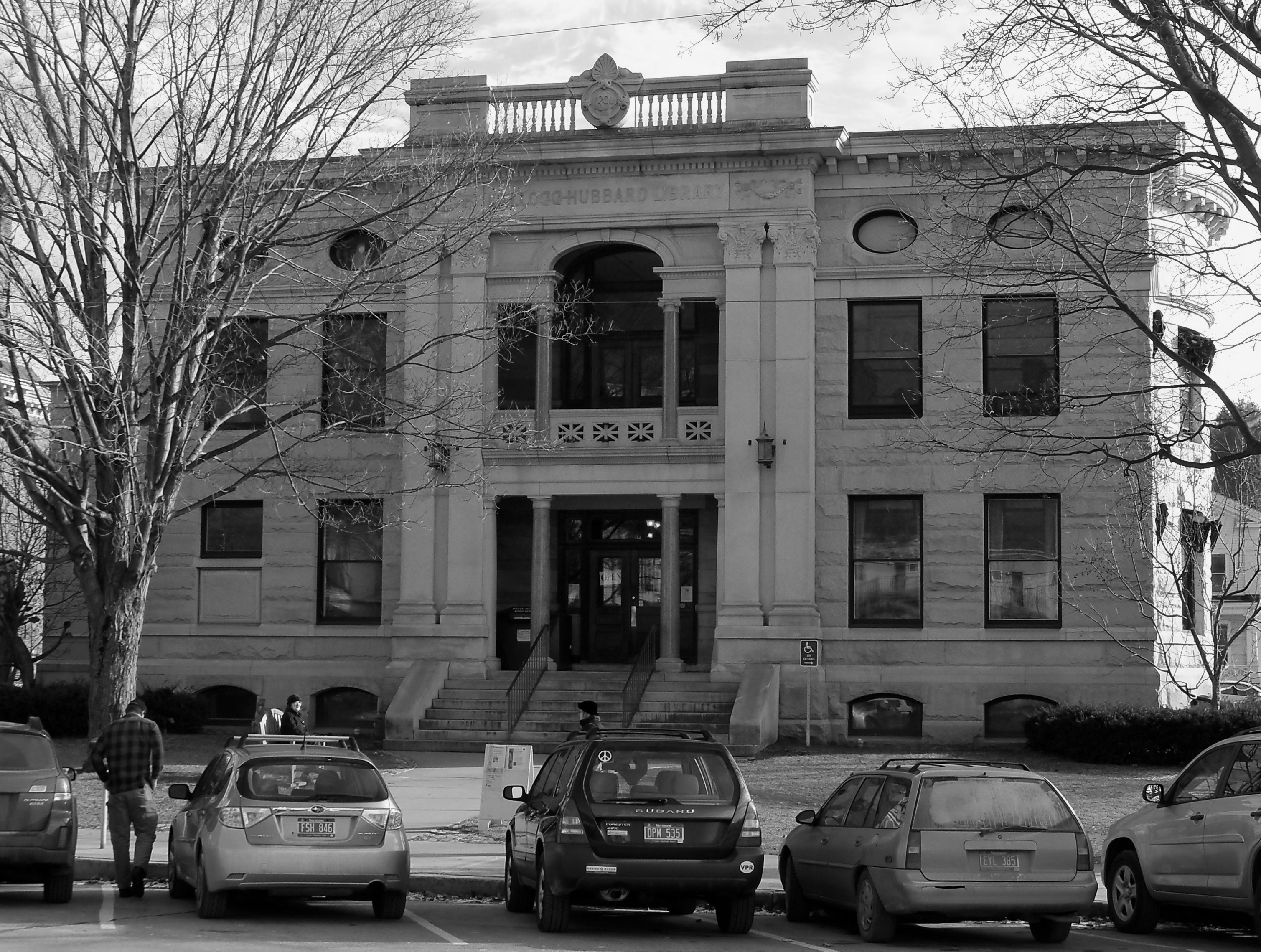
Kellogg-Hubbard Library

Die Kellogg-Hubbard Library wurde im Jahr 1889 gegründet. Sie geht auf das Vermächtnis von Martin M. Kellogg, einem New Yorker Immobilienmakler, der in Barre geboren wurde, zurück. Nur drei Monate nach seinem Tod starb auch seine Frau Fanny, geborene Hubbard und gebürtig aus Montpelier. Sie hinterließen ihr Vermögen der City Montpelier mit der Auflage neue Eingangstore für den Green Mount Cemetery und eine öffentliche Bibliothek zu errichten. Heute sind am Gebäude und auf dem Grundstück auch mehrere Kunstwerke zu besichtigen.

## Persönlichkeiten

### Söhne und Töchter der Stadt
- Eliakim Persons Walton (1812–1890), Politiker und Vertreter Vermonts im US-Repräsentantenhaus
- Farrand F. Merrill (1814–1859), Politiker und Anwalt, der Vermont Secretary of State war, Sohn von Timothy Merrill
- George Howes (1814–1892), Politiker und Vermont State Treasurer
- Charles W. Willard (1827–1880), Politiker und Vertreter Vermonts im US-Repräsentantenhaus
- George Dewey (1837–1917), Admiral
- Ruth Payne Burgess (1865–1934), naturalistische Malerin
- Patrick Leahy (* 1940), Politiker der Demokratischen Partei und Senator
- John Bollinger (* 1950), Finanzanalyst
- Amanda Pelkey (* 1993), Eishockeyspielerin

### Persönlichkeiten, die vor Ort gewirkt haben
- Thomas Chittenden (1730–1797), Politiker und Gouverneur der Vermont Republic
- David Wing (1766–1806), Politiker und Richter der Vermont Secretary of State war
- Samuel Prentiss (1782–1857), Politiker und Senator; wirkte hier als Rechtsanwalt und Bundesrichter
- Timothy Merrill (1781–1836), Politiker und Anwalt, der Vermont Secretary of State war
- John Spaulding (1790–1870), Kaufmann, Richter und Politiker, der von 1841 bis 1846 Vermont State Treasurer war.
- Daniel Pierce Thompson (1795–1868), Politiker, Schriftsteller und Richter, der Vermont Secretary of State war
- Edward H. Deavitt (1871–1946), Politiker und Anwalt, der Vermont State Treasurer und Bürgermeister von Montpelier war
- Stanley C. Wilson (1879–1967), Gouverneur von Vermont; praktizierte hier als Rechtsanwalt
- M. Jerome Diamond, praktiziert hier als Rechtsanwalt und war drei Amtszeiten Vermont Attorney General
- John J. Easton, US-amerikanischer Jurist der Vermont Attorney General war und in Montpelier eine Anwaltskanzlei betrieb
- Frank Miller (* 1957), Comiczeichner; hier aufgewachsen
- Matthew Tobin Anderson (* 1968), Kinderbuchautor; war hier Lehrer am Vermont College